# Автошлях E512
E 512 — європейська дорога класу B у Франції, що з'єднує міста Ремірмон, Танн і Мюлуз.

## Розв'язки трас та Е-дороги
- Франція 
  - Ремірмон
  - Танн
  - Мюлуз:  E25, E54, E60

## зовнішні посилання
- Європейська економічна комісія ООН: Загальна карта мережі електронних доріг (2007)
- Міжнародна мережа електронних доріг